# Ioan Dragalina
Ioan Dragalina (Karansebeš, 16. prosinca 1860. – Bukurešt, 9. studenog 1916.) je bio rumunjski general i vojni zapovjednik. Tijekom Prvog svjetskog rata zapovijedao je 1. divizijom, te 1. armijom.

## Vojna karijera
Ioan Dragalina rođen je 16. prosinca 1860. u Karansebešu. Sin je Alexandrua Dragaline, časnika u habsbušškoj vojsci, i Marte Lazaroni. Alexandru Dragalina je 1859. godine podnio napustio vojsku, te je preselio u Rumunjsku gdje se zaposlio kao službenik na granici. Međutim, kako je majka željela da se Ioan rodi u Karansebešu obitelj se vratila u navedeni grad gdje je Ioan, prvi od njihovo četvero sinova, rođen. 
Ioan je osnovnu školu pohađao u rodnom gradu, da bi potom od 1876. pohađao vojnu školu u Temišvaru. Po završetku iste, raspoređen je na službu u 43. pješačku pukovniju. Od 1883. pohađa Ratnu akademiju u Beču, a istodobno pohađa i geodetsku školu. Godine 1886. sklapa brak s Elenom Giurgincu s kojom je imao dva sina, Corneliua rođenog 1887. i Virgiliua rođenog 1890., te četiri kćeri Auroru, Elenu, Corneliu i Vioricu. U prosincu 1887. napušta austrougarsku vojsku, te se seli u Bukurešt gdje stupa u rumunjsku vojsku služeći najprije u 21. pješačkoj pukovniji. Godine 1888. promaknut je u čin poručnika, te služi u 2. pješačkoj pukovniji koja je bila smještena najprije u Bukureštu, te potom u Craiovi. U svibnju 1893. unaprijeđen je u čin satnika, dok je u svibnju 1899. dostigao čin bojnika. 
U travnju 1908. imenovan je zapovjednikom Vojne škole za pješaštvo u Bukureštu, dok je mjesec dana poslije, u svibnju, promaknut u čin potpukovnika. Dužnost zapovjednika Vojne škole za pješaštvo obnaša do travnja 1911. kada je unaprijeđen u čin pukovnika, te imenovan zapovjednikom 34. pukovnije sa sjedištem u Constanti. Na navedenoj dužnosti nalazi se iduće tri godine, do ljeta 1914. kada postaje zapovjednikom 9. brigade smještene u Ploieştiju. U kolovozu 1915. imenovan je zapovjednikom III. vojnog područja gdje je bio zadužen za izgradnju fortifikacija u dolini rijeke Prahove. U studenom te iste godine promaknut je u čin brigadnog generala, dok 1. srpnja 1916. preuzima zapovjedništvo nad 1. divizijom smještenom u Turnu Severinu na kojoj dužnosti se nalazi u trenutku ulaska Rumunjske u Prvi svjetski rat.

## Prvi svjetski rat
Na početku rata 1. divizija je pod Dragalinovom zapovjedništvom držala područje na zapadnoj rumunjskoj granici od izvora rijeke Arges do grada Calafata. Na početku neprijateljstava 1. divizija se bori u dolini rijeke Cerne, te nakon zauzimanja vrhova Alion, Ozoina i Dranica, zauzima grad Orsovu. Dana 10. listopada 1916. austro-njemačke snage pod zapovjedništvom Paula von Kneussla započele su veliku ofenzivu u dolini rijeke Jiu. Rumunjski Glavni stožer imenovao je Dragalinu novim zapovjednikom 1. armije umjesto Ioana Culcera, te je Dragalina pozvan u Craiovu u stožer navedene armije kako bi preuzeo dužnost.

## Smrt
Ujutro 12. listopada 1916. Dragalina je zajedno s dvoje časnika pukovnikom Tomom Dumitrescuom i bojnikom Constantinom Militiadeom, napustio Craiovu, te se, protivno preporukama, uputio prema Bumbestiju u dolini Jiua kako bi se osobno upoznao sa situacijom s obzirom na to da su telefonske linije bile u prekidu. Došao je do prvih linija, te se u manastiru Lainici ispovjedio i pričestio. Na povratku prilikom prelaska mosta u blizini manastira, automobil u kojem se nalazio našao se pod neprijeteljskom paljbom. Vozač je uspio prijeći most, ali je Dragalina pogođen s dva metka i to u lijevu ruku i rame.
Dragalina je hitno dopremljen u medicinsku jedinicu u Gura Saduliui gdje mu je rana obrađena i sanirana. Ubrzo međutim, je premještan u Targu Jiu, te potom odmah isti dan u Craiovu gdje su liječnici preporučili amputaciju za koju je Dragalina dao i pristanak. Međutim, iako je sve bilo pripremljeno za operaciju, primljen je hitan telegram od Glavnog stožera koji je naredio da se Dragalinu odmah vlakom premjesti u Vojnu bolnicu u Kraljevskoj palači. Dragalina je vlakom dopremljen u Bukurešt tek uvečer 13. listopada tako da se rana putem inificirala. U Bukureštu liječnici su očistili ranu i izvadili metak koji se nalazio u lopatici, te su mu dana 16. listopada amputirali lijevu ruku. Stanje mu se počelo poboljšavati, ali se razvila sepsa zbog koje je Dragalina 9. studenog 1916. godine preminuo. Pokopan je na groblju Bellu u Bukureštu. Na misi zadušnici prisustvovao je kralj Ferdinand I., te mnogi drugi rumunjski uglednici.
Nakon završetka rata 1924. selo u okrugu Calarasi imenovano je Draglininim imenom. Također, 12. listopada 1927. na mjestu gdje je Dragalina ranjen postavljen je križ. U lipnju 1943. u parku, ispred vojarne u Karansebešu postavljena je Dragalinina brončana statua, dok je u Lugoju postavljena brončana bista koja je 1993. postavljena i ispred Mauzoleja Marasesti.

## Vanjske poveznice
(rum.) Ioan Dragalina na stranici Caransebes.ro

(rum.) Ioan Dragalina na stranici Romanialibera.ro  Arhivirana inačica izvorne stranice od 7. studenoga 2014. (Wayback Machine)

| Prethodnik Ioan Culcer | Zapovjednik 1. armije Ioan Dragalina | Nasljednik Nicolae Petala |